# Asilus tingitanus
Asilus tingitanus là một loài ruồi trong họ Asilidae. Asilus tingitanus được Boisduval miêu tả năm 1835. Loài này phân bố ở vùng Cổ Bắc giới.